# Hutchinson (Oregon)
Hutchinson az Amerikai Egyesült Államok északnyugati részén, Oregon állam Baker megyéjében, a U.S. Route 30-tól nyugatra elhelyezkedő önkormányzat nélküli település.
Itt volt egykor a Union Pacific Railroad huntingtoni szárnyvonalának egy megállója. Az 1900 és 1902 között működő posta első vezetője James H. Hutchinson  volt.

## Fordítás
- Ez a szócikk részben vagy egészben  a   Hutchinson, Oregon című angol Wikipédia-szócikk ezen változatának fordításán alapul.  Az eredeti cikk szerkesztőit annak laptörténete sorolja fel. Ez a jelzés csupán a megfogalmazás eredetét és a szerzői jogokat jelzi, nem szolgál a cikkben szereplő információk forrásmegjelöléseként.